# Iniciativa de Viaje del Hemisferio Occidental

Iniciativa de Viaje del Hemisferio Occidental (logo).

La Iniciativa de Viaje del Hemisferio Occidental (en inglés: Western Hemisphere Travel Initiative (WHTI)) es una ley de los Estados Unidos que exige que todos los viajeros procedentes de países del Hemisferio occidental presenten un pasaporte válido para ingresar a territorio estadounidense. La ley se destina a mejorar la seguridad y el control de visitantes del continente americano. Este texto fue preparado por el Departamento de Estado y el Departamento de Seguridad Nacional en abril de 2005, de conformidad con la sección 7209 de la Reforma de Inteligencia y Prevención del Terrorismo de 2004.
Por esta ley se requiere que todos los viajeros, incluidos los ciudadanos estadounidenses que viajan entre las Américas, el Caribe y las Bermudas porten un pasaporte u otro documento aceptado que establezca la identidad y la nacionalidad, ya sea para entrar a los Estados Unidos o hacia fuera. Estas disposiciones constituyen un refuerzo de las condiciones de seguridad anteriores en este ámbito. Este programa tiene como objetivo fortalecer la seguridad de las fronteras de los Estados Unidos.

## Aplicación
Esta iniciativa se implementó por etapas, informando al público interesado con la mayor antelación posible, para que pudiera cumplir con las nuevas directrices. El momento fue el siguiente:
- 23 de enero de 2007 - Todos los viajeros que llegan por aire a Estados Unidos desde Canadá, México, América Central y América del Sur, el Caribe y las Bermudas deben presentar un pasaporte válido, tarjeta NEXUS (viajero frecuente) o un documento de la marina mercante costera de los Estados Unidos.

- 31 de enero de 2008 - Los oficiales fronterizos dejan de aceptar declaraciones verbales de los ciudadanos canadienses o de las islas Bermudas como prueba de ciudadanía en los pasos fronterizos terrestres y marítimos.[3]

- 27 de marzo de 2008 - El Departamento de Estado y el Departamento de Seguridad Nacional anuncian la completa implementación de la norma a partir del 1 de junio de 2009 y las condiciones se hacen extensivas a todos los pasos fronterizos terrestres y marítimos.[4] Los únicos documentos aceptables serán los siguientes:
  - Ciudadanos estadounidenses: pasaporte de los Estados Unidos vigente, tarjeta de pasaporte de los Estados Unidos, licencia de conducir, tarjeta de viajero frecuente (NEXUS, FAST o SENTRI), identificación militar de los Estados Unidos o documento de la marina mercante costera de los Estados Unidos.
  - Residentes permantentes en los Estados Unidos: tarjeta de residencia permanente de los Estados Unidos.
  - Ciudadanos canadienses: pasaporte canadiense vigente, licencia de conducir (provincias de Quebec, Manitoba, Columbia Británica y Ontario) o tarjeta de viajero frecuente (NEXUS o FAST).
  - Ciudadanos de islas Bermudas: pasaporte británico para territorios de ultramar.
  - Nacionales mexicanos: pasaporte mexicano con visa vigente o un formulario DSP-150, o Border Crossing Card (BCC) o tarjeta de viajero frecuente SENTRI.
  - Nativos norteamericanos: tarjeta de identificación aprobada por el Departamento de Seguridad Nacional, aparte del documento de ciudadanía de su país de origen.